# Makurazaki
Makurazaki (枕崎市, Makurazaki-shi) est une ville située dans la préfecture de Kagoshima, au Japon.

## Géographie

### Situation
Makurazaki est située dans le sud de la préfecture de Kagoshima, au bord de la mer de Chine orientale.

### Démographie
En décembre 2021, la ville de Makurazaki comptait 20 053 habitants, répartis sur une superficie de 74,78 km2.

### Climat
| Mois                                             | jan.      | fév.      | mars      | avril     | mai       | juin      | jui.      | août      | sep.      | oct.      | nov.      | déc.      | année     |
| ------------------------------------------------ | --------- | --------- | --------- | --------- | --------- | --------- | --------- | --------- | --------- | --------- | --------- | --------- | --------- |
| Température minimale moyenne (°C)                | 5         | 5,6       | 8,3       | 12,2      | 16,2      | 20,4      | 24,4      | 24,8      | 22        | 16,8      | 11,6      | 6,8       | 14,5      |
| Température moyenne (°C)                         | 8,9       | 9,9       | 12,6      | 16,5      | 20,1      | 23,2      | 27        | 27,8      | 25,3      | 20,8      | 15,8      | 10,9      | 18,3      |
| Température maximale moyenne (°C)                | 12,9      | 14        | 16,8      | 20,6      | 24,1      | 26,4      | 30,2      | 31,4      | 29,2      | 25,2      | 20,3      | 15,2      | 22,2      |
| Record de froid (°C) date du record              | −3,3 2016 | −4,4 1977 | −1,7 1936 | 0 1972    | 5 1940    | 11,2 1931 | 16,6 1966 | 16,9 1928 | 10,7 1965 | 4,6 1962  | −0,5 1929 | −3 1956   | −4,4 1977 |
| Record de chaleur (°C) date du record            | 22,8 1969 | 22,8 1979 | 24,5 2016 | 28,4 1998 | 30,2 2019 | 32,6 1985 | 35,3 1934 | 36,9 2020 | 34,8 2011 | 32,7 2016 | 27,5 1937 | 24,3 2018 | 36,9 2020 |
| Ensoleillement (h)                               | 109,9     | 121,3     | 153,2     | 173,2     | 176,9     | 109,5     | 203       | 222,8     | 186,7     | 181,8     | 149,3     | 125,6     | 1 913,1   |
| Précipitations (mm)                              | 96,2      | 114,3     | 167,6     | 188,3     | 196,7     | 512,9     | 306,9     | 181       | 236,2     | 94,8      | 129,3     | 111,6     | 2 335,6   |
| dont neige (cm)                                  | 1         | 0         | 0         | 0         | 0         | 0         | 0         | 0         | 0         | 0         | 0         | 0         | 1         |
| Nombre de jours avec précipitations              | 10,5      | 10        | 12,6      | 9,9       | 9,9       | 15,1      | 9,9       | 9,8       | 10        | 7,1       | 8,9       | 9,8       | 123,4     |
| dont nombre de jours avec précipitations ≥ 10 mm | 3,1       | 3,4       | 5,5       | 5,1       | 5,3       | 9,9       | 5,8       | 4,4       | 4,9       | 2,9       | 4,1       | 3,3       | 57,7      |
| Humidité relative (%)                            | 68        | 68        | 69        | 71        | 75        | 83        | 82        | 79        | 77        | 72        | 72        | 70        | 74        |
| Nombre de jours avec neige                       | 0,3       | 0,2       | 0         | 0         | 0         | 0         | 0         | 0         | 0         | 0         | 0         | 0         | 0,5       |
| Nombre de jours d'orage                          | 0,1       | 0         | 0,4       | 0,8       | 0,9       | 1,4       | 0,9       | 1,3       | 1         | 0,5       | 0,1       | 0,1       | 7,1       |

| Diagramme climatique                                  |            |              |               |               |               |               |             |             |              |               |              |
| J                                                     | F          | M            | A             | M             | J             | J             | A           | S           | O            | N             | D            |
| 12,9596,2                                             | 145,6114,3 | 16,88,3167,6 | 20,612,2188,3 | 24,116,2196,7 | 26,420,4512,9 | 30,224,4306,9 | 31,424,8181 | 29,222236,2 | 25,216,894,8 | 20,311,6129,3 | 15,26,8111,6 |
| Moyennes : • Temp. maxi et mini °C • Précipitation mm |            |              |               |               |               |               |             |             |              |               |              |

## Histoire
Le village moderne de Miyazu a été créé en 1889. Il obtient le statut de bourg en 1923 puis de ville le 1er septembre 1949.

## Transports
La ville est desservie par la ligne Ibusuki Makurazaki de la JR Kyushu.

## Jumelage
Makurazaki est jumelée avec Wakkanai (Japon).